# Карыпсанъюган
Карыпсанъюган (устар. Карыпсан-Юган) — река в России, протекает по Ханты-Мансийскому АО. Устье реки находится в 85 км по правому берегу реки Ишъюган. Длина реки составляет 11 км. Образуется реками Ун-Карыпсанъюган и Ай-Карыпсанъюган.

## Данные водного реестра
По данным государственного водного реестра России, относится к Нижнеобскому бассейновому округу, водохозяйственный участок реки — Обь от впадения Иртыша до впадения реки Северная Сосьва, речной подбассейн реки — бассейны притока Оби от Иртыша до впадения Северной Сосьвы. Речной бассейн реки — Нижняя Обь от впадения Иртыша.
Код объекта в государственном водном реестре — 15020100112115300021545.